# Póvoa de Santa Iria
Póvoa de Santa Iria est une ville du Portugal.
La population en 2011 était de 40 404 habitants.